# Казимеж (Краков)
 Памятник истории Указом президента Леха Валенсы от 8 сентября 1994 года.
Кази́меж (пол. Kazimierz, лат. Casimiria, идиш Kuzmir‎) — исторический район в Кракове, в прошлом отдельный город, в северо-восточной части которого с XVI века до Второй мировой войны проживали евреи. Сегодня Казимеж является частью городского района «Дзельница I Старе-Място». От своего основания в 1335 году и до 1818 года Казимеж был самостоятельным городом, находящимся к югу от Кракова и отделённым от него несуществующим сегодня рукавом Вислы под названием Старая Висла. Казимеж является частью Старого города, внесённого в список Всемирного наследия. Казимеж административно входит в краковские районы Дзельница I Старе-Място и Дзельница II Гжегужки.

## История
Поселение возле Кракова было основано как отдельный город 27 февраля 1335 года указом польского короля Казимира III и позднее стало называться его именем. Целью основания Казимежа была защита южной части Кракова. Город стал формироваться и застраиваться типичной средневекой архитектурой на реке Висле южнее Кракова. На центральной площади Казимежа располагалась городская ратуша, в здании которой сегодня располагается Этнографический музей имени Северина Удзели. Главными улицами Казимежа, исходящими от главной городской площади, были следующие улицы: в сторону юга направлялась улица Велицкая (сегодня это улица Краковская), на север — улица Краковская, на запад — улицы Пекарская (существует сегодня) и святого Якуба (сегодня — улица Скавинская) и на восток — улица святого Лаврентия (существует сегодня). Город защищала городская стена, имевшая четыре башни. За пределами городских стен находилось предместье Страдом, в окрестностях которого находился Королевский мост, соединяющий Казимеж с Вавелем.
В 1495 году после привилея «Privilegium de non tolerandis Judaeis», евреи, жившие в западной части Кракова, были вынуждены покинуть Краков и стали заселять северо-восточную часть Казимежа. Еврейский квартал Казимежа развивался независимо от польской части в границах современных улиц Мёдовой, Старовисльной, святого Лаврентия, Вёнской, Юзефа и Новой и был отделён от христианской части города каменной стеной, просуществовавшей до 1800 года. Центром еврейского квартала была современная улица Шерока.
Со временем еврейский квартал Казимежа стал важным центром еврейской жизни в Польше. В нём были построены многочисленные синагоги (семь из которых сохранились до нашего времени), несколько еврейских школ и кладбищ. В еврейском Казимеже жили и работали известные раввины Мойше Иссерлес и Натан Спира.
Во время Северной войны Казимеж был значительно разрушен шведскими войсками.
В 1800 году Казимеж был присоединён к Кракову и стал одним из его районов. С 1815 по 1846 год по проекту архитектора Кароля Кремера произошла перепланировка Казимежа. В 1822 году были снесены каменные стены, отделявшие еврейскую часть от польской, и евреи стали постепенно заселять польскую часть города. В конце XIX века был засыпан речной рукав Вислы, и Казимеж больше не отделялся от Кракова естественными преградами. На месте речного рукава была обустроена новая улица Планты Дитля (в настоящее время это улица Юзефа Дитля).
Во время Второй мировой войны евреи были согнаны в Краковское гетто, которое располагалось на противоположном берегу Вислы. Большинство краковских евреев были убиты во время ликвидации гетто или в концентрационных лагерях.

## В настоящее время
8 сентября 1994 года указом польского президента Леха Валенсы Казимеж был объявлен Памятником истории.
Казимеж является одним из важных туристических и культурных центров Кракова. В настоящее время не существует чётких границ между Казимежем и Старым городом Кракова. Памятники Казимежа вместе с остальной частью Старого города внесены в список Всемирного наследия.
Туристическому развитию Казимежа способствовал фильм «Список Шиндлера», который снимался на его улицах. Ежегодно в Казимеже проводится Фестиваль еврейской культуры.

## Достопримечательности
- Рыночная площадь (Вольница) с ратушей, где сейчас находится этнографический музей
  - Квадратная рыночная площадь Казимежа (площадь Вольница) размером 195 x 195 м раньше была почти такой же большой, как Рыночная площадь Кракова, и выполняла аналогичные функции - здесь проходила торговая деятельность, здесь находилась ратуша, где находились высшие административные и судебные органы город Казимеж был их резиденцией. С каждой стороны этой площади вели по три улицы. По углам площади были построены два готических храма, и оба они сохранились до наших дней в великолепном состоянии. Сегодняшняя площадь Вольница, размер которой вдвое меньше первоначальной, обрела свои границы после присоединения Казимежа к Кракову в 1800 году. Единственное свидетельство былой городской независимости Казимежа - высокая ратуша на площади Вольница. После присоединения Казимежа к Кракову ратуша утратила свою функцию. Со временем ее приспособили к потребностям промышленного и коммерческого училища, а затем и начальной школы для еврейской молодежи. [3]
- Большая миква;
- Дом Ландау;
- Дом Эстерки;
- Музей городской инженерии;
- Синагога Бне Эмуна
- Синагога Гмилус Хасидим Дебайс Хакнесес;
- Синагога Дейхеса;
- Синагога Ковеа Итим ле-Тора.

## Источник
- Słownik geograficzny Królestwa Polskiego i innych krajów słowiańskich, Tom III (Haag — Kępy) z 1882 r.
- Stefan Świszczowski: Miasto Kazimierz pod Krakowem. Kraków: Wydawnictwo Literackie, 1981, s. 70-71, 141—143, seria: Cracoviana. Zabytki; seria I. ISBN 83-08-00624-8.
- Żydzi w Krakowie. W: Encyklopedia Krakowa. Warszawa-Kraków: Wydawnictwo Naukowe PWN, 2000, s. 1112—1113.